# Lijst van rijksmonumenten in Tietjerk
De plaats Tietjerk telt 25 inschrijvingen in het rijksmonumentenregister. Hieronder een overzicht. 
Voor een overzicht van alle beschikbare afbeeldingen zie de categorie Rijksmonumenten in Tietjerk op Wikimedia Commons.
| Object                                                     | Oorspronkelijke functie?  | Bouwjaar                                                                   | Architect                                 | Locatie               | Coördinaten?                  | Nr.?   | Afbeelding                                        |
| ---------------------------------------------------------- | ------------------------- | -------------------------------------------------------------------------- | ----------------------------------------- | --------------------- | ----------------------------- | ------ | ------------------------------------------------- |
| Swarte Prinsch (De Lytse Geast)                            | Industrie- en poldermolen | 1900                                                                       |                                           | Alddiel 4a            | 53° 12' 0" NB, 5° 52' 2" OL   | 35688  | Meer afbeeldingen                                 |
| Vijversburg, hoofdgebouw                                   | Kasteel, buitenplaats     | ca. 1725 1844 (verb.) 1894 (verb.)                                         |                                           | Rijksstraatweg 10     | 53° 13' 2" NB, 5° 54' 16" OL  | 409341 | Meer afbeeldingen                                 |
| Vijversburg, tuin- en parkaanleg (Bos van Ypey)            | Tuin, park en plantsoen   | ca. 1844 1916 (wijz. tuin)                                                 | verm. L.P. Roodbaard L.A. Springer (1916) | bij Rijksstraatweg 10 | 53° 12' 58" NB, 5° 54' 5" OL  | 409342 | Meer afbeeldingen                                 |
| Vijversburg, oostelijk bouwhuis                            | Bijgebouwen kastelen enz. | 19e eeuw                                                                   |                                           | bij Rijksstraatweg 10 | 53° 13' 2" NB, 5° 54' 16" OL  | 409343 | Meer afbeeldingen                                 |
| Vijversburg, westelijk bouwhuis                            | Bijgebouwen kastelen enz. | 19e eeuw                                                                   |                                           | bij Rijksstraatweg 10 | 53° 13' 2" NB, 5° 54' 16" OL  | 409344 | Meer afbeeldingen                                 |
| Vijversburg, gietijzeren toegangshek                       | Tuin, park en plantsoen   | rond 1870                                                                  |                                           | bij Zwartewegsend 2   | 53° 12' 58" NB, 5° 54' 5" OL  | 409345 | Meer afbeeldingen                                 |
| Vijversburg, brug oostelijk van hoofdgebouw                | Tuin, park en plantsoen   | ca. 1900                                                                   |                                           | bij Rijksstraatweg 10 | 53° 12' 58" NB, 5° 54' 5" OL  | 409346 | Meer afbeeldingen                                 |
| Vijversburg, kettingbrug zuidelijk van bouwhuizen          | Tuin, park en plantsoen   | ca. 1900                                                                   |                                           | bij Rijksstraatweg 10 | 53° 12' 58" NB, 5° 54' 5" OL  | 409347 | Meer afbeeldingen                                 |
| Vijversburg, brug met art-deco-balustrades                 | Tuin, park en plantsoen   | ca. 1925                                                                   |                                           | bij Rijksstraatweg 10 | 53° 12' 58" NB, 5° 54' 5" OL  | 409348 | Meer afbeeldingen                                 |
| Vijversburg, kettingbrug bij zuidrand tuin- en parkaanleg  | Tuin, park en plantsoen   | ca. 1900                                                                   |                                           | bij Rijksstraatweg 10 | 53° 12' 58" NB, 5° 54' 5" OL  | 409349 | Upload foto                                       |
| Vijversburg, driearmige brug in "Zwitserse stijl"          | Tuin, park en plantsoen   | ca. 1850                                                                   |                                           | bij Rijksstraatweg 10 | 53° 12' 58" NB, 5° 54' 5" OL  | 409350 | Meer afbeeldingen                                 |
| Vijversburg, oranjerie                                     | Bijgebouwen kastelen enz. | 18e eeuw (onderbouw en achtergevel)                                        |                                           | bij Rijksstraatweg 10 | 53° 13' 2" NB, 5° 54' 16" OL  | 409351 | Upload foto                                       |
| Vijversburg, tuinkoepel noordelijk van hoofdgebouw         | Tuin, park en plantsoen   |                                                                            |                                           | bij Rijksstraatweg 10 | 53° 12' 58" NB, 5° 54' 5" OL  | 409352 | Meer afbeeldingen                                 |
| Vijversburg, tuinhuis bij westrand tuin- en parkaanleg     | Tuin, park en plantsoen   | mog. rond 1800 (opzet) ca. 1850 (detaillering)                             |                                           | bij Rijksstraatweg 10 | 53° 12' 58" NB, 5° 54' 5" OL  | 409353 | Meer afbeeldingen                                 |
| Vijversburg, tuinhuis annex grot                           | Tuin, park en plantsoen   | ca. 1850                                                                   |                                           | bij Rijksstraatweg 10 | 53° 12' 58" NB, 5° 54' 5" OL  | 409354 | Meer afbeeldingen                                 |
| Vijversburg, hermitage annex hondenhokken met rotspartijen | Tuin, park en plantsoen   | ca. 1850 1988 (rest.)                                                      |                                           | Zwartewegsend 2       | 53° 13' 2" NB, 5° 54' 16" OL  | 409355 | Meer afbeeldingen                                 |
| Vijversburg, achtzijdige houten tuinkoepel                 | Tuin, park en plantsoen   | ca. 1850                                                                   |                                           | bij Rijksstraatweg 10 | 53° 12' 58" NB, 5° 54' 5" OL  | 409356 | Upload foto                                       |
| Vijversburg, houten volière                                | Tuin, park en plantsoen   | ca. 1925                                                                   |                                           | bij Rijksstraatweg 10 | 53° 12' 58" NB, 5° 54' 5" OL  | 409357 | Meer afbeeldingen                                 |
| Vijversburg, hardstenen vaas op sokkel                     | Tuin, park en plantsoen   | 1850-1900                                                                  |                                           | bij Rijksstraatweg 10 | 53° 12' 58" NB, 5° 54' 5" OL  | 409358 | Upload foto                                       |
| Vijversburg, tuinbeeld in rode klei                        | Tuin, park en plantsoen   | 18e eeuw                                                                   |                                           | bij Rijksstraatweg 10 | 53° 12' 58" NB, 5° 54' 5" OL  | 409359 | Meer afbeeldingen                                 |
| Vijversburg, zonnewijzer                                   | Tuin, park en plantsoen   | 17e of vroege 18e eeuw                                                     |                                           | bij Rijksstraatweg 10 | 53° 12' 58" NB, 5° 54' 5" OL  | 409360 | Upload foto                                       |
| Vijversburg, open kapschuur                                | Bijgebouwen kastelen enz. | 19e eeuw                                                                   |                                           | bij Rijksstraatweg 10 | 53° 13' 2" NB, 5° 54' 16" OL  | 409361 | Meer afbeeldingen                                 |
| Gasthuis van de "Stichting Op Toutenburg"                  | Sociale zorg, liefdadigh. | 1895                                                                       | H.H. Kramer                               | Zwartewegsend 1-39    | 53° 13' 2" NB, 5° 54' 34" OL  | 512577 | Gasthuis van de "Stichting Op Toutenburg"         |
| Sint-Vituskerk                                             | Kerk en kerkonderdeel     | oorspr. 1716 1892 (verb.) 1905 (toren) 1850-1875 (preekstoel) 1887 (orgel) | W.C. de Groot (1892, 1905)                | Buorren 42            | 53° 12' 22" NB, 5° 54' 52" OL | 512578 | Meer afbeeldingen                                 |
| Stelpboerderij in ambachtelijk-traditionele stijl          | Boerderij                 | rond 1905                                                                  | verm. W.C. de Groot                       | Symen Halbeswei 9     | 53° 11' 42" NB, 5° 53' 44" OL | 512587 | Stelpboerderij in ambachtelijk-traditionele stijl |